# Барабанов Петро Іванович
Петро́ Іва́нович Бараба́нов (рос. Пётр Иванович Барабанов; * 12 липня 1921, Брянськ, Росія — † 20 листопада 1986) — Герой Радянського Союзу (1944). Почесний громадянин Кам'янця-Подільського (1984).

## Біографія
В Радянській армії з 1940 року. Закінчив Ульяновське танкове училище 1942 року. Командир взводу 28-го танкового полку (16-а гвардійська танкова бригада, 6-й гвардійський механізований корпус, 4 танкова армія, 1-й Український фронт).
Гвардії лейтенант Барабанов 26 березня — 3 квітня 1944 р. у складі розвідгрупи здійснив рейд у тил ворога у Кам'янець-Подільському районі Хмельницької області. Розгромивши фашистів, розвідгрупа вийшла до р. Дністер і порушила переправу противника. Звання Героя Радянського Союзу присвоєно 24 травня 1944 р. З 1945 р. — у запасі.